# Tony McCarroll
Tony McCarroll, född 27 juni 1972 i Manchester, England, är en brittisk musiker. Han var med och grundade The Rain, som senare skulle bli Oasis, tillsammans med Liam Gallagher, Paul Arthurs och Paul McGuigan och spelade trummor i bandet. 
McCarroll spelade på Oasis första skiva Definitely Maybe (1994) och medverkade på ett spår på bandets andra skiva (What's The Story) Morning Glory? (1995). Fick under inspelningen av det andra albumet sparken eftersom han ansågs inte hålla måttet. Ett exempel på det är låten "Supersonic" som har en väldigt lätt trumtakt som nästan går exakt likadant hela låten. Detta tyder på att han inte var så bra på "drum-fillouts", trumsolon osv. I övrigt är låten dock rätt bra Owen Morris.
Han blev några dagar senare ersatt av Alan White, bror till Steve White. 
Tony McCarroll stämde Oasis 1998 för "obetalda royalties". McCarroll hävdade att han inte fått betalt för reklamkontrakt med Oasis-låtar från skivan Definitely Maybe. Dessutom krävde McCarroll royalties eftersom han medverkade på en låt, "Some Might Say" från bandets andra skiva (What's The Story) Morning Glory?. McCarroll anlitade den berömde advokaten Jens Hill, advokaten som representerade Pete Best som stämde The Beatles. McCarroll krävde en femtedel av alla intäkter som Oasis gjort sedan han fick sparken 1995, uppskattningsvis ungefär 18 miljoner pund. I februari 1999 gjorde parterna upp i godo, och McCarroll tvingades acceptera en förlikning värd "futtiga" 550.000 pund. Hälften av den summan tvingades han betala i rättegångskostnader. Han tvingades dessutom skatta på resten. 
2002 betalade ett bilföretag fem miljoner pund till Oasis för att få använda låten "Live Forever" från Definitely Maybe i en reklamfilm. McCarroll hade - om han inte gått med på förlikningen - haft rätt till 20% av den summan. Nu har han inte rätt till ett öre.
Avslutningsvis gick till och med de gamla bandmedlemmarna ut och sa att de tyckte synd om McCarroll.